# Oblast Dagestan
Der Oblast Dagestan war eine administrativ-territoriale Einheit im russischen Zarenreich, die in vielen Jahrhunderten entstanden war. Das Verwaltungszentrum befand sich in der Stadt Buinaksk (russisch Буйна́кск) (Шура/Темирхан-Шура; Schura/Temirchan-Schura).

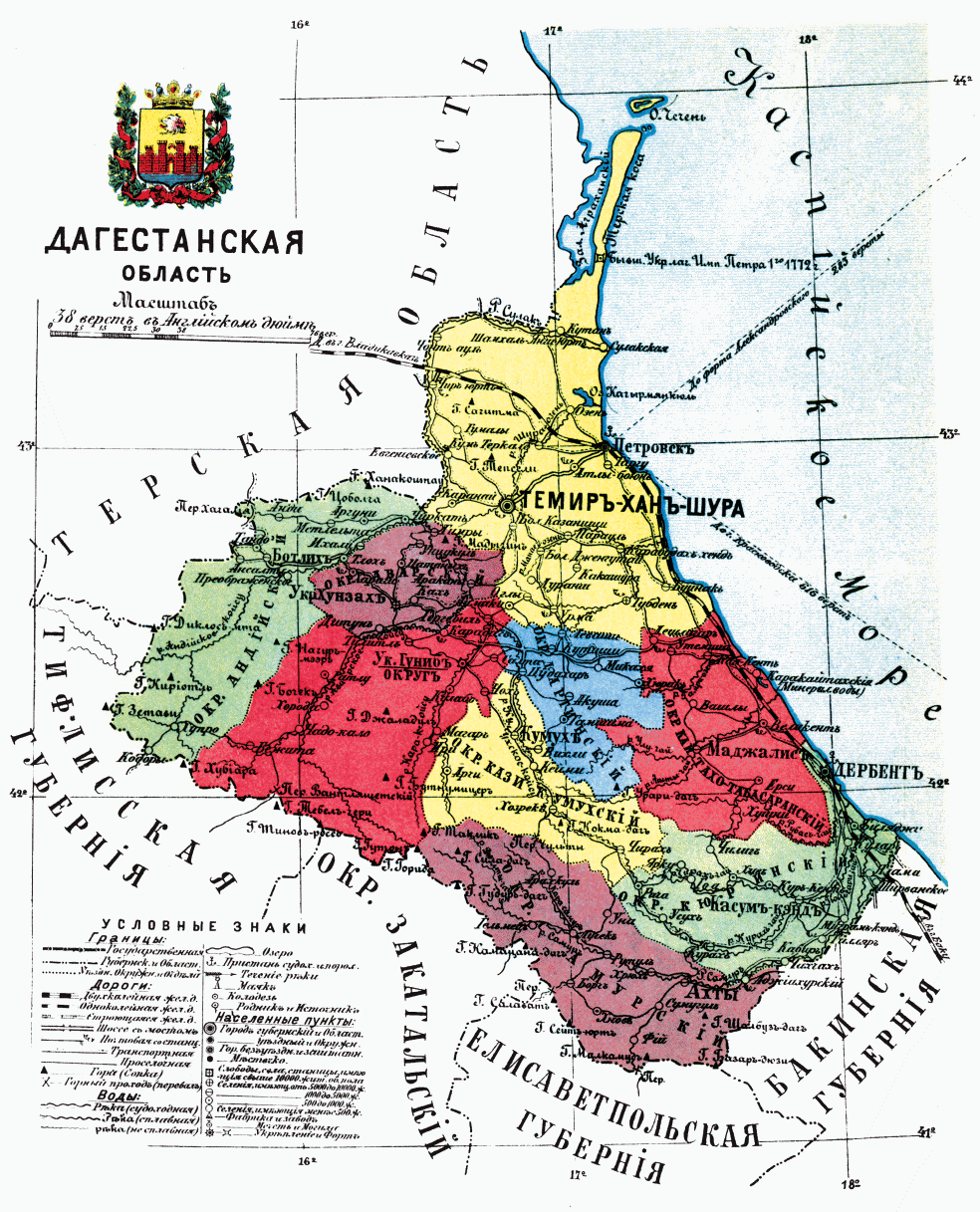
Oblast Dagestan im Jahr 1913. Die Darstellung zeigt die 9 Distrikte (Okres) und ihre jeweilige Hauptstadt sowie die angrenzenden Regionen oder Gouvernements. Rechts ist das Kaspische Meer dargestellt.

Mit der Gründung der UdSSR im Jahr 1918 wurden alle bisherigen Verwaltungsstrukturen aufgelöst und aus dem Oblast entstand zusammen mit dem Oblast Terek im Jahr 1921 die Dagestanische Autonome Sozialistische Sowjetrepublik. Nach dem Auseinanderbrechen der UdSSR verblieb die Region in der russischen Republik und bildet seit 1992 die Autonome Republik Dagestan.

## Geografie

### Lage und Grenzen
Der Oblast Dagestan (Oblast = Region) umfasste den nordöstlichen Teil des Kaukasus-Isthmus nördlich des Hauptkaukasus mit der Wasserscheide Sulak–Terek über den sogenannten Andenkamm. Der Flusslauf des Sulak bis zur Agrachansker Bucht bildete die nördliche Grenze der Region. Hier schloss sich der Oblast Terek an, in welchem der Sulak in den Fluss Terek mündet. Die östliche Oblastgrenze war die Küste des Kaspischen Meeres zwischen der Agrachansker Halbinsel (Аграханский Полуостров) (Uch Spit) und der Mündung des Samur in das Meer. Südlich schlossen sich die Gouvernements Tiflis und Baku an.

### Oberfläche
Die Region ist sehr bergig, nur ein schmaler Streifen an der Küste des Kaspischen Meeres (rund 2000 km²) ist Flachland. Dieses ist sowohl mit Sand, mit Salzwiesen als auch mit Schwarzerde bedeckt. Und nur auf diesem fruchtbaren Boden konnte etwas Landwirtschaft betrieben werden.

### Bodenschätze
In den Bergen fanden Geologen Schwefel, Steinsalz, Kohle, Erze mit Zinnober, Blei und anderen Metallen. Diese Bodenschätze wurden abgebaut und größtenteils für den Eigenbedarf erschlossen. Außerdem gab und gibt es in der Nähe der Stadt Petrowsk Mineralquellen, die sowohl für Trinkzwecke auch zu Heilzwecken dien(t)en.

### Klima
Das Klima des Oblast Dagestan war und ist kontinental, heiß in den Tälern und rau in den Bergen. Der Niederschlag ist gering; Vegetation ist arm, Wälder sind knapp. An der kaspischen Küste ist es feucht und heiß, mit üppiger Vegetation und vielen Wäldern.

## Wirtschaft

### Überblick
In der Region entwickelte sich nur eine geringe Industrie. Diese befasste sich vor allem mit der Verarbeitung der aus den Erzen gewonnenen Metalle, Waffenschmieden bildeten sich heraus und die Schmuckherstellung spielte eine Rolle (Silber, auch bekannt als Kaukasisch Schwarz für entsprechende Erzeugnisse). Bergbau fand fast nur für den lokalen Bedarf statt, während Schwefel – vor allem im Gebiet Andi – in größeren Mengen abgebaut und exportiert wurde. Berichtet wurde über eine jährliche Abbaumenge von rund 35 Tonnen.
Aus Tierprodukten wie Wolle und Häuten entstand die Leder- und Textilindustrie (Teppiche, Tücher, Burkas). Weil der Warenhandel nur eine geringe Rolle spielte, waren die Bewohner des Oblast Dagestan von Einfuhren abhängig.

### Landwirtschaft
Wegen fehlender größerer Anbauflächen für Getreide – die wenigen mussten teilweise sogar künstlich bewässert werden – reichte die Ernte nicht zur Bedarfsdeckung der Einwohner. Getreide oder Fertigprodukte daraus mussten eingeführt werden.
In den Niederungen wurde Winterweizen kultiviert und in den Bergen Frühjahrsgetreide.
Die Viehzucht war relativ hoch entwickelt: Für das Jahr 1904 sind 1,812 Millionen Schafe, 225.000 Ziegen, 43.000 Pferde sowie 40.000 Hausesel und Maultiere dokumentiert.
In tieferen Gebieten wurde an Südhängen Wein angebaut sowie Obst und Gemüse für den Eigenbedarf.

## Verwaltung und Bevölkerung

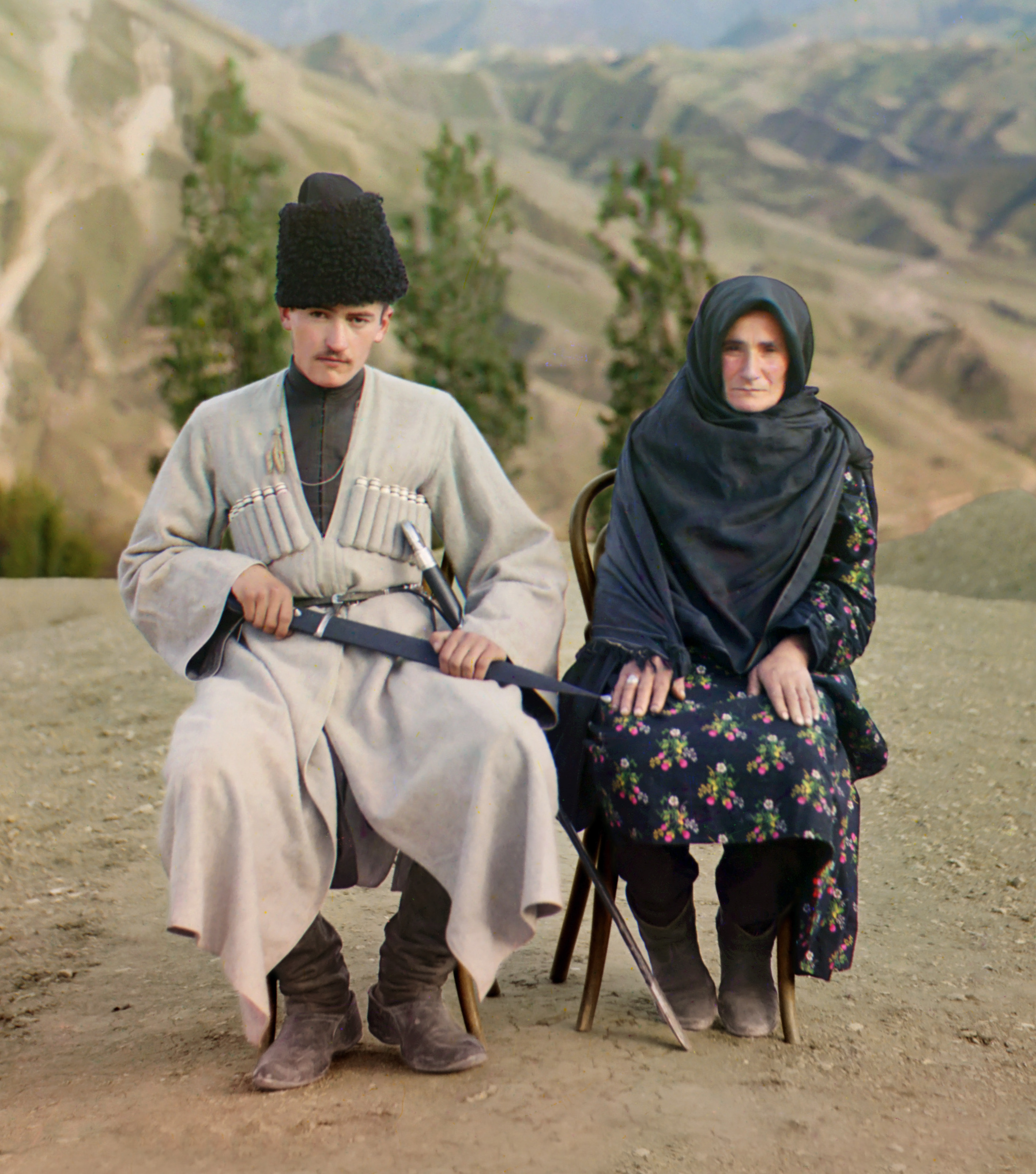
Frau und Mann aus dem Oblast Dagestan um 1904 (rekonstruiertes frühes Farbfoto von Prokudin-Gorski)

### Leiter der Region
Weil der Oblast vor allem eine militärische Bedeutung besaß, zum Schutz des Zarenreiches gegen eindringende Eroberer, hatte sich hier eine Militärregierung etabliert. In den Jahren 1859–1880 leitete Lewan Iwanowitsch Melikow (Prinz, Generalleutnant) den Oblast.

### Militärgouverneure
Folgende Gouverneure waren in den rund 50 Jahren vor Abschaffung des Oblast eingesetzt, ihre Verwaltungsgebiete waren aber nicht mit den Distrikten identisch:
- Nikolai Zurabowitsch Tschawtschawadse: 10. Januar 1880–9. März 1896 (Prinz, Generalleutnant)
- Alexander Anatoljewitsch Barjatinski: 10. April 1896–9. Oktober 1901 (Prinz, Generalleutnant)
- Ewgraf Filippowitsch Tichanow: 16. November 1901–1907 (Generalleutnant)
- Wladimir Alexejewitsch Alftan: 1907–1908 (Generalmajor)
- Sigismund Wiktorowitsch Wolski: 24. Juni 1908–17. März 1915 (Generalmajor)
- Georgi Tengisowitsch Dadeschkeliani: April 1915–28. Dezember 1916 (Generalmajor)
- Wladimir Wiktorowitsch Ermolow (auch Jermolow geschrieben): 28. Dezember 1916–April 1917 (Generalleutnant)

### Organe des Militärgouverneurs
Den Gouverneuren zur Seite standen:
- Ewgraf Filippowitsch Tichanow: 24. Juli 1884–19. Oktober 1890
- Artemi Semjonowitsch Usbaschew: ab 1891

### Verwaltungsbereiche mit Flächen und Einwohnern

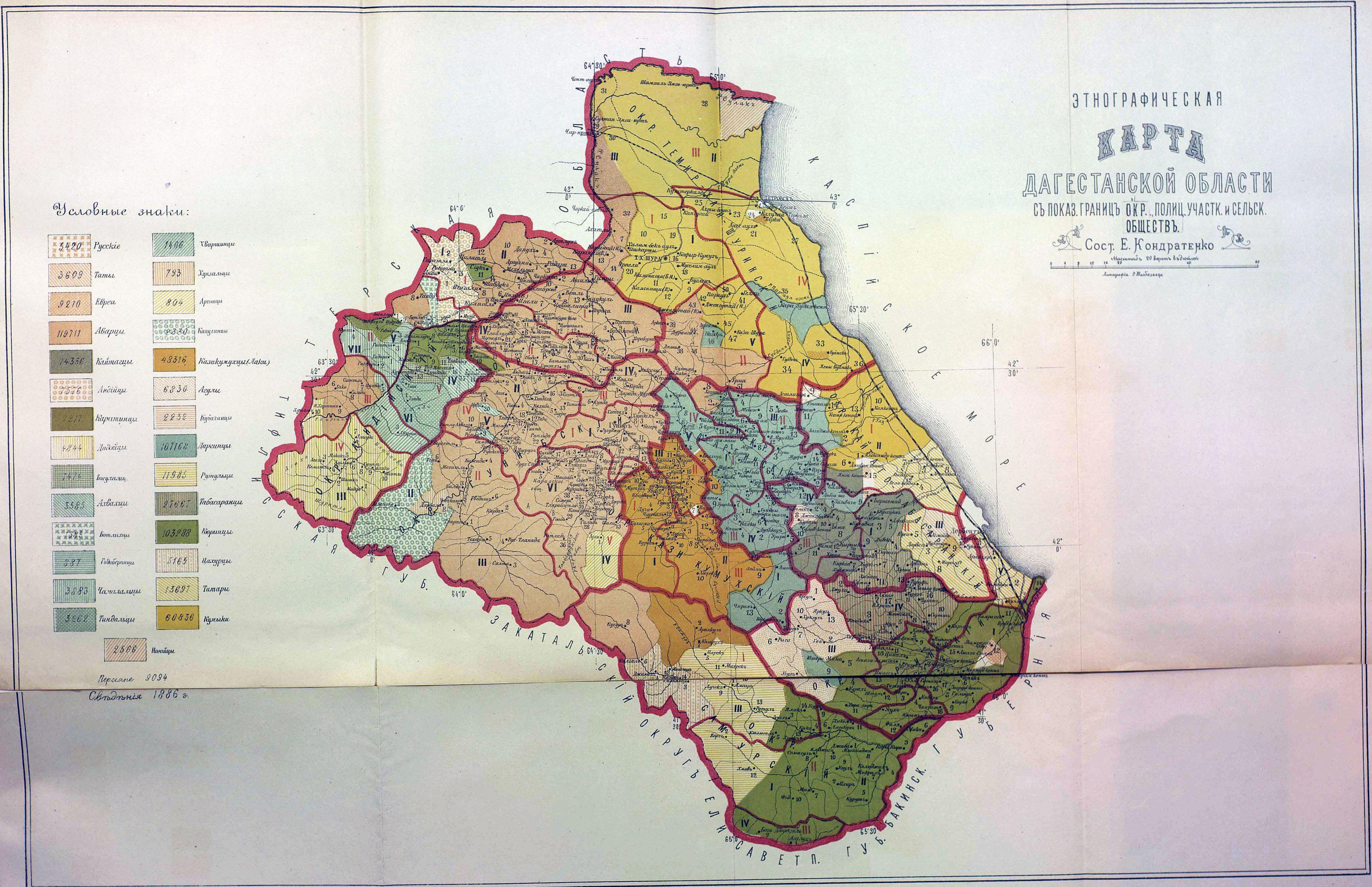
Verteilung der Ethnien auf dem Territorium des Oblast Dagestan 1886; die rot umrandeten Flächen geben die 9 Distrikte an.

Aus der noch im 19. Jahrhundert in elf Teilgebiete untergliederten Region Dagestan entstanden bis zum Ende des 19. Jahrhunderts die folgenden neun Distrikte:
1. Awarsk (Аварский), Distriktzentrum Chunsach (1.587 Ew.), Fläche: 1.323,9 QW; 
Gesamt-Ew.: 37.639
2. Andisk(Андийский), Distriktzentrum Botlich (1.225 Ew.); Fläche: 3.152,6 QW; 
Gesamt-Ew.:49 628
3. Gunibsk (Гунибский ), Distriktzentrum Gunib (685 Ew.), Fläche: 3.873,1 QW; 
Gesamt-Ew.: 55.899
4. Dargin (Даргинский), Distriktzentrum Lewaschi (1.343 Ew.), Fläche: 1.451,7 QW; 
Gesamt-Ew.: 80.943
5. Kazikumuchsk (Казикумухский), Distriktzentrum Kumuch (621 Ew.) Fläche: 1.977,6 QW; Gesamt-Ew.: 363
6. Kaitago-Tabasaransk (Кайтаго-Табасаранский), Distriktzentrum Madschalis (1.327 Ew.), Fläche: 2.924.8 QW; 
Gesamt-Ew.: 91.021
7. Kjurinsk (Кюринский), Distriktzentrum Kasum-Kent (1.013 Ew.), Fläche: 2603,9 QW; 
Gesamt-Ew.: 77.680
8. Samursk (Самурский), Distriktzentrum Achty (3.190 Ew.), Fläche: 3.274,1 QW; 
Gesamt-Ew.: 35.633
9. Temir-Chan-Schurinsk (Темир-Хан-Шуринский), (9.214 Ew.), Fläche: 5.550,7 QW; 
Gesamt-Ew. mit Umland: 97.348

Ew= Einwohner
Im Jahr 1886 betrug die Gesamtfläche des Oblast Dagestan somit 26.132,4 QW; die Gesamtbevölkerung des Oblast umfasste 571.154 Personen. Da die Flächen in Quadratwerst (QW) angegeben wurden, sind das nach Umrechnung 29.738,671 Quadratkilometer.
Im Weiteren waren die Distrikte in 532 Wolosts, 1.214 weitere Siedlungen unterteilt und drei größere Städte befanden sich darin.
Diese administrative Gliederung bestand bis zur kompletten Umstrukturierung des Gebiets im Jahre 1921. (siehe Karte ganz oben)

### Bevölkerung nach Ethnien und Distrikten
Nach der Volkszählung von 1897 lebten 571,2 Tausend Menschen in der Region. Die prozentuale Verteilung auf die Nationalitäten und die Distrikts zeigt die folgende Übersicht:
| District             | Awaen | Darginzi | Bergvölker 1 | Kumyken | A&T2 | russische Juden | Ukrainer | Polen | Iraner | Nogaier | Araber | Tschetschenen | Tati |
| -------------------- | ----- | -------- | ------------ | ------- | ---- | --------------- | -------- | ----- | ------ | ------- | ------ | ------------- | ---- |
| Kerngebiet           |       | 27,8     | 21,3         | 16,6    | 13,4 | 09,0            | 05,6     | 02,3  | 01,3   |         |        |               |      |
| Awarsk               | 95,8  |          |              |         |      |                 | 01,1     |       |        |         | 02,4   |               |      |
| Andisk               | 98,0  |          |              |         |      |                 |          |       |        |         |        |               | 1,4  |
| Gunibsk              | 93,4  | 01,4     |              | 03,8    |      |                 |          |       |        |         |        |               |      |
| Darginsk             | 03,9  | 91,3     |              | 04,6    |      |                 |          |       |        |         |        |               |      |
| Kasikumuchsk         | 05,4  | 08,1     | 02,1         | 83,8    |      |                 |          |       |        |         |        |               |      |
| Kaitago-Tabasaransk  |       | 36,5     |              | 19,4    | 01,1 | 31,8            | 02,5     | 04,5  |        |         |        |               |      |
| Kjurinsk             |       |          | 76,3         | 17,6    |      | 01,7            |          |       |        |         |        |               | 03,2 |
| Samursk              |       |          | 95,3         | 01,4    |      | 01,1            |          |       |        |         |        |               |      |
| Temir-Chan-Schurinsk | 15,6  | 10,0     |              |         | 51,1 | 01,3            | 09,9     | 02,9  | 01,8   | 01,1    | 01,7   | 02,0          |      |

[1]: Tabassaranen, Agulier, Rutulen, Kryzi, Buduchis, Chinalugier, Laki
[2]: Aserbaidschaner und Tataren
Die Einwohnerzahlen haben sich in allen Kaukasus-Regionen durch stetige Einwanderung von muslimischen Flüchtlingen stark erhöht. Russen waren in diesem Gebiet unterrepräsentiert.

### Religionen
Weil im Lauf der Geschichte Menschen aus den verschiedensten Glaubensrichtungen in den Kaukasus einwanderten, haben sie meist auch ihre religiösen Ansichten mitgebracht und vor Ort weiter danach gelebt. So entstanden nach und nach Moscheen, Tempel, Christliche Kirchen (evangelisch, katholisch, orthodox), Synagogen.
Die Mehrheit der Einwohner waren (und sind) ethnische Muslime (Moslems), die fast 90 Prozent stellen.

## Geschichte

### Zwischen der vorchristlichen Zeit und dem Beginn des 19. Jahrhunderts
Als Gebietsteil von Dagestan erlebte der Oblast die gleichen wechselnden Herrscher wie Dagestan insgesamt. Diese reichen von den Persern, den Römern, über die Sassaniden, die Araber, die Mongolen bis zu den Russen, die im 18. Jahrhundert die Perser verdrängten.

### Von 1813 bis 1921
Seit dem Jahr 1813 gehörte die Region mit der zentral gelegenen Stadt Derbent zum Russischen Reich. Im Jahr 1846 wurde daraus die Provinz Derbent, am 30. Mai 1860 erhielt sie die Bezeichnung Oblast Dagestan (Region Dagestan) Derbent erhielt 1866 den neuen Namen Temir-Chan-Schura.
Mit der Gründung der Sowjetunion 1918 blieb der Oblast Dagestan zunächst in seinen historisch gewachsenen Strukturen bestehen. Dann wurde er mit weiteren früheren Oblast in der Dagestanische Autonome Sozialistische Sowjetrepublik zusammengefasst und aus der Stadt, die einen Chan im Namen trug, wurde Buinaksk.
Der Oblast Dagestan verschwand aus der offiziellen Verwaltungsstruktur.

### Entwicklung des Oblast-Wappens

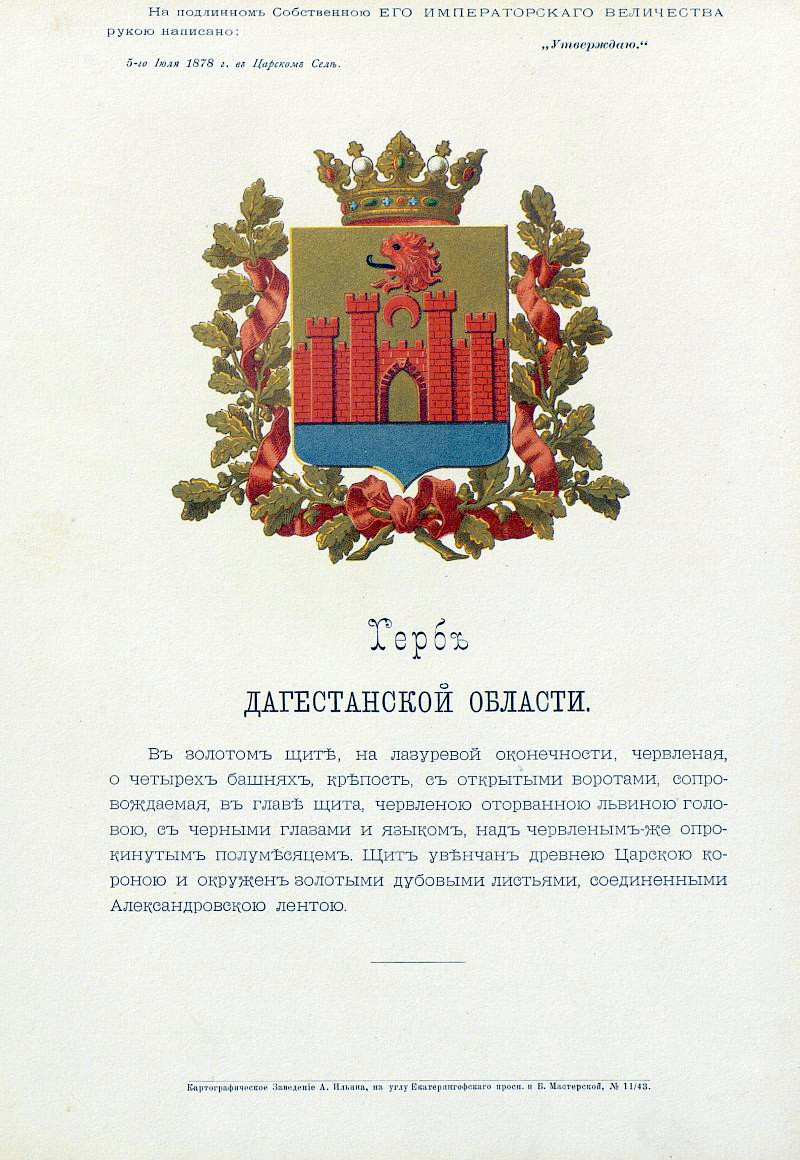
Emblem der Region mit der offiziellen Beschreibung in altrussischer Schreibweise

Blasonierung: In einem Wappenschild mit goldfarbenem Hintergrund ist ein Teil einer Festung mit vier Türmen und einem geöffneten Tor dargestellt, im unteren Teil symbolisiert eine blaue Fläche die Lage der Region am Kaspisee. Zwischen den höheren Türmen befinden sich ein roter Halbmond und ein seitwärts gedrehter Löwenkopf mit geöffnetem Maul. Das Wappenschild wird umrankt von einem Kranz aus goldenen Eichenblättern und trägt obenauf die Zarenkrone.
Es galt von 1880 bis 1918 (1921).
Zar Alexander II. hat die Beschreibung selbst verfasst, das Russische Innenministerium bestätigte die Verwendung des Wappens im Jahr 1880.
Die folgenden Wappen/Embleme waren (sind) in Benutzung:

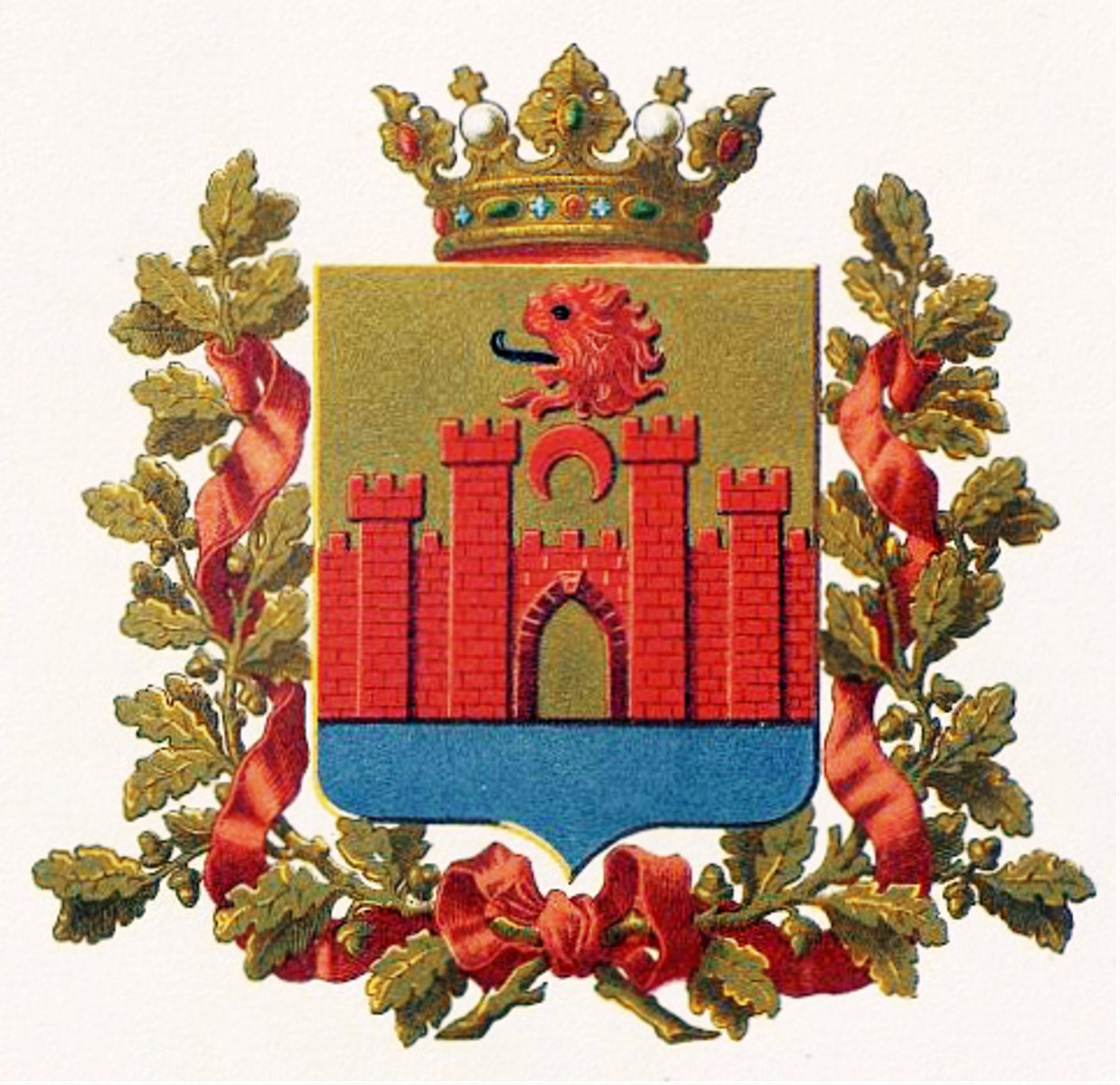
Offizielles Emblem, wie oben beschrieben
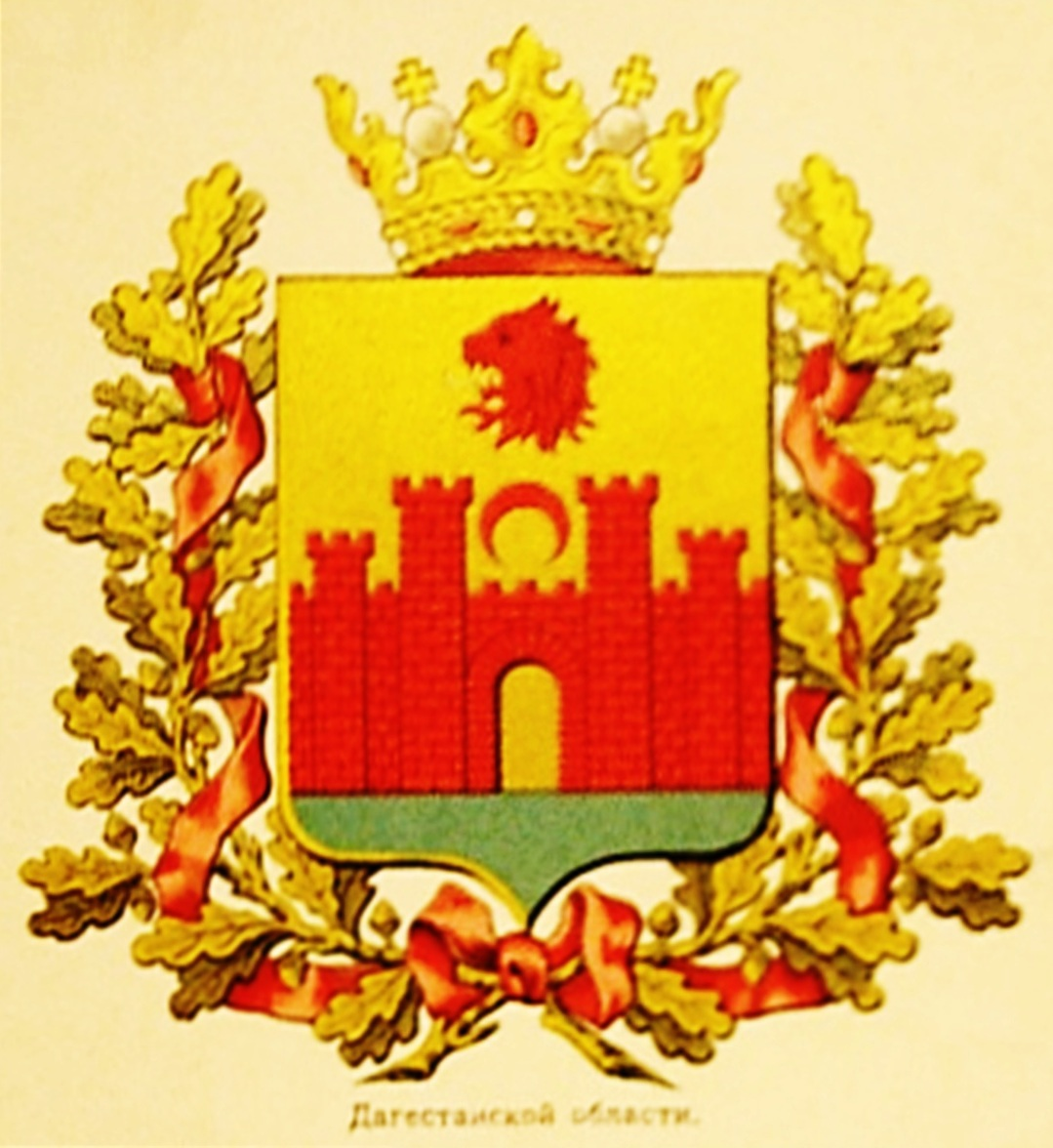
Nicht offizielles Emblem des Oblast Dagestan, 1878; Hrsg. Sukatschow
Ab dem Jahr 2000 benutztes Emblem der Region

Wie das untere Bild zeigt, hat sich die umstrukturierte Republik Dagestan mit dem nun wieder verwendeten Wappen stark an die historische Darstellung gehalten.

## Persönlichkeiten
Personen, die in der Eroberung, Entwicklung oder Beherrschung des Oblast eine Rolle spielten, waren unter anderem:
- Mongole Timur Lenk
- Russischer Feldmarschall Iwan Paskewitsch
- Imam Schamil
- Scheich ʿAbd ar-Rahmān as-Sughūrī (1792–1881)
- Lewan  Melichow (in der Literatur auch Melikoff oder Melikishvili geschrieben)[3]
- Abū Muhammad al-Kikunī (1835–1913).